# Chiesa dei Santi Pietro e Paolo Apostoli (Marebbe)
La chiesa dei Santi Pietro e Paolo Apostoli (in tedesco Kirche zu St. Peter und Paul) è la parrocchiale a Rina (Welschellen), frazione di Marebbe (Enneberg) in provincia autonoma di Bolzano. Appartiene al decanato della Val Badia della diocesi di Bolzano-Bressanone e risale al XIV secolo.

## Storia

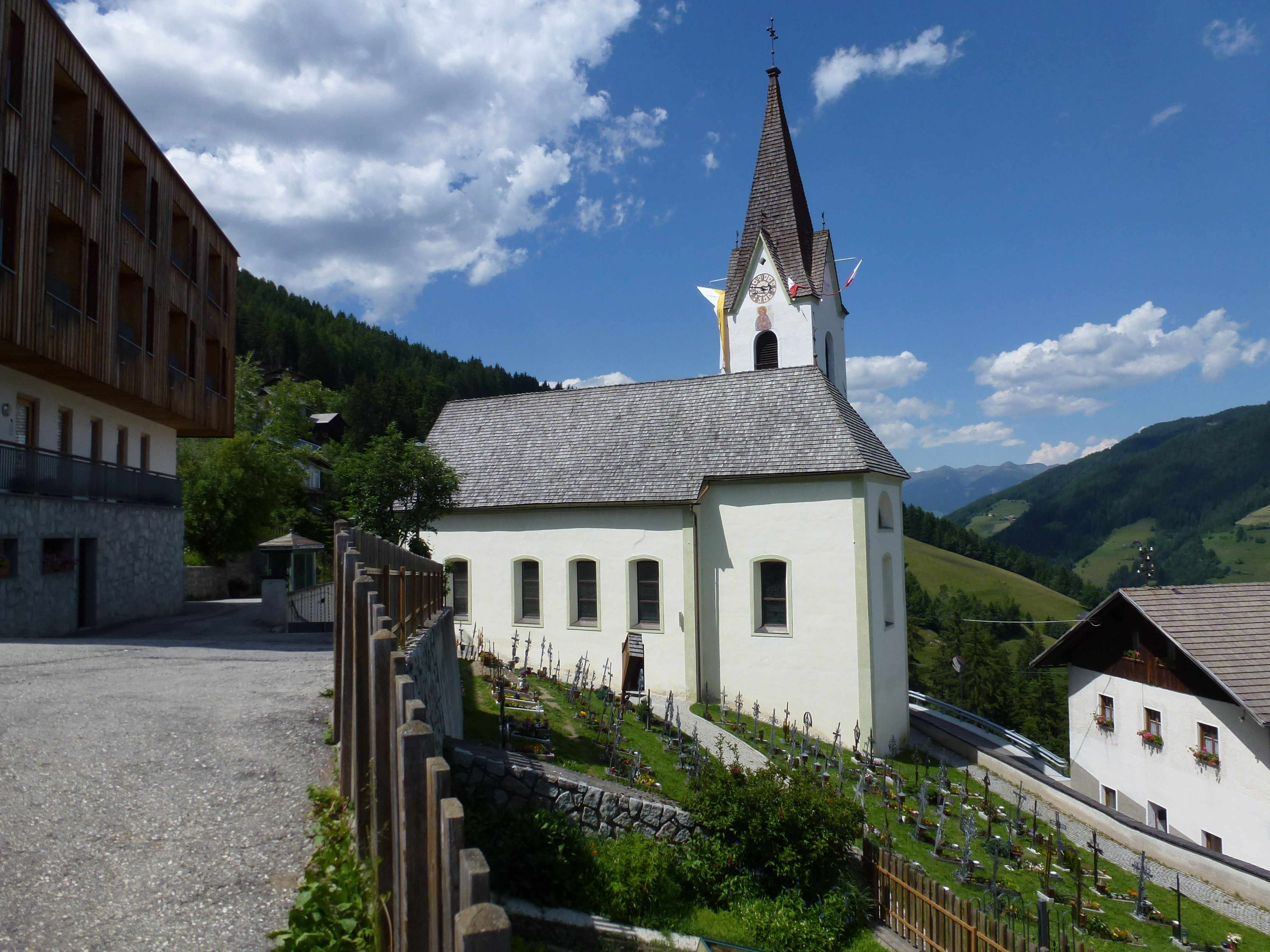
Cimitero della comunità e chiesa dei Santi Pietro e Paolo Apostoli.

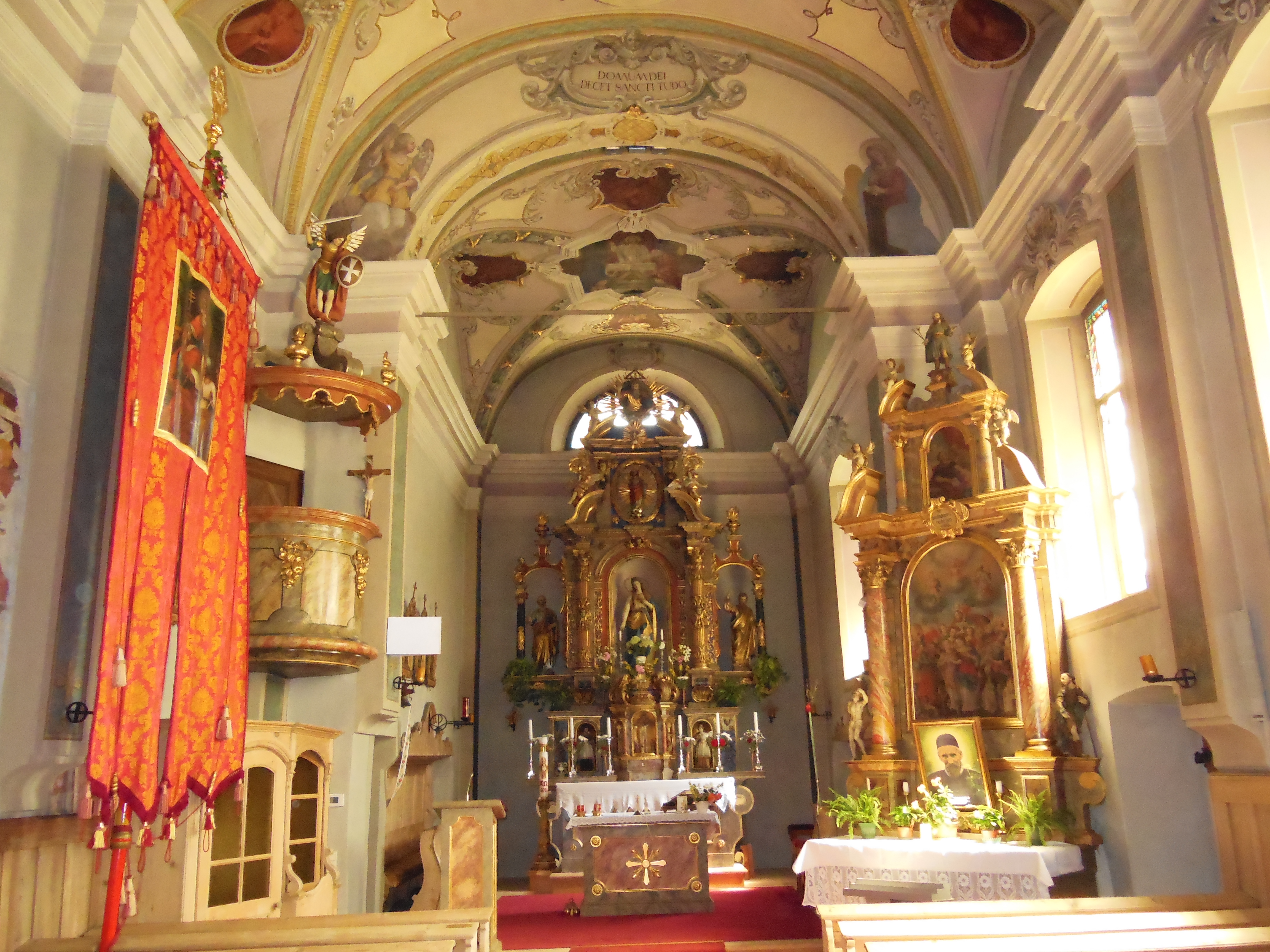
Interno della navata e coro.

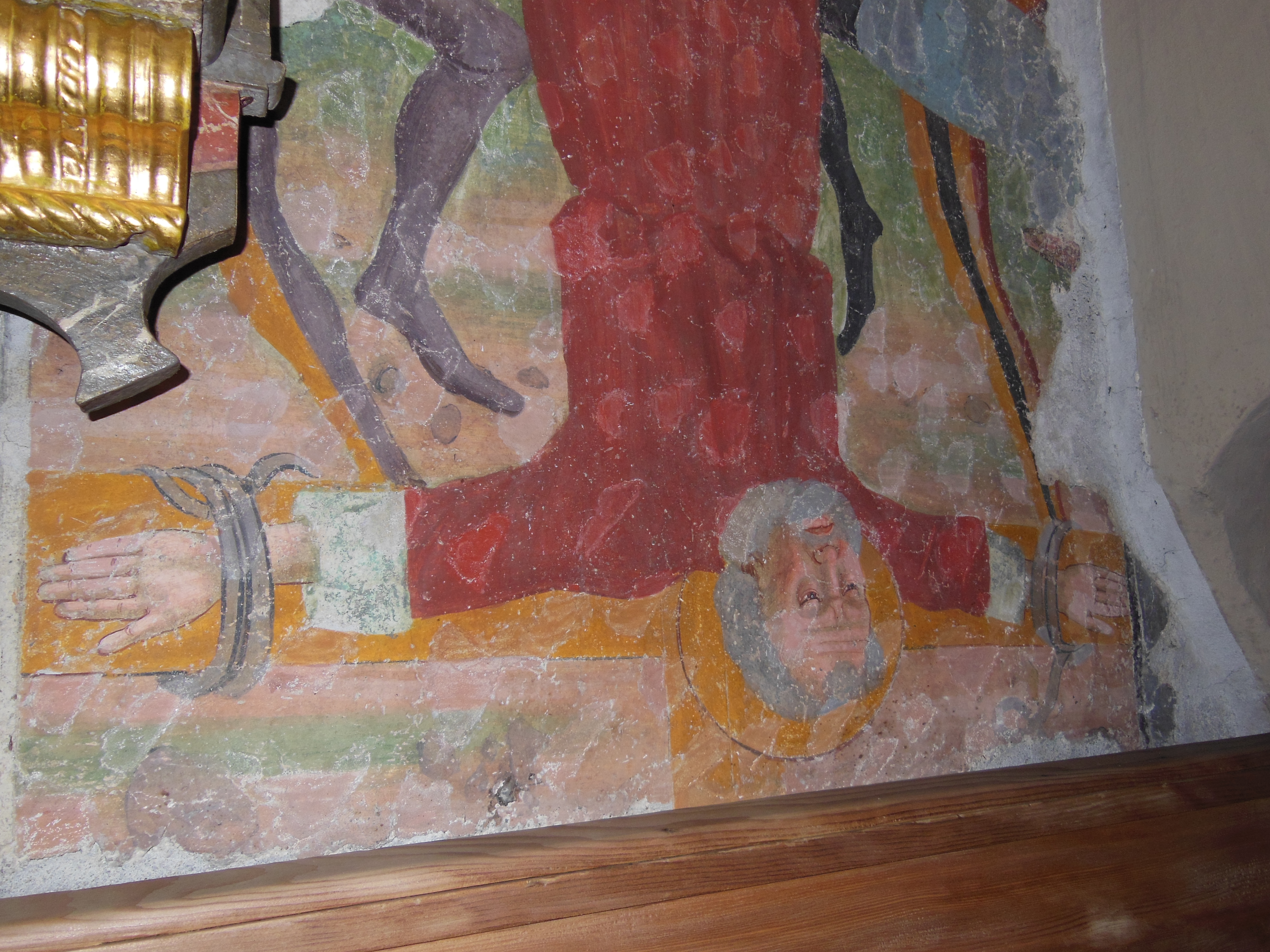
Frammento di affresco raffigurante la Crocifissione di Pietro.

La chiesa di Rina viene menzionata per la prima volta in un documento del 1347 già con dedicazione ai santi Paolo e Pietro. Nei primi decenni del XVIII l'edificio venne ricostruito.

## Descrizione

### Esterno
Il luogo di culto si trova nell'abitato di Rina, accabto al cimitero della comunità. La facciata a capanna con due spioventi è semplice, col portale di accesso protetto da una piccola tettoia e vicinissimo al muro di protezione che separa la chiesa dalla strada. 
la torre campanaria si trova in posizione arretrata sul lato sinistro. La cella campanaria si apre con quattro finestre a monofora e la copertura è a forma di piramide a base quadrata.

### Interno
La navata interna è unica e con volta a crociera nella parte presbiteriale mentre è a botte nella sala. 
Sono presenti l'altare maggiore e un altare laterale a destra. I dipinti conservati, che raffigurano Santa Cecilia, la Conversione di Paolo, la Consegna delle chiavi e la Sacra Famiglia sono opera di Johann Matthias Pescoller. Nella parete della sala si trova anche un frammento di affresco del quindicesimo secolo raffigurante la Crocifissione di Pietro.